# Streaking (album)
Da' un'occhiata e prendi il disco che hai
ecco, metti quello lì degli Inti-Illimani
(bis) questa sera no, non mi va di star sola.»
(Loredana Berté - Oggi si vola (testo di Naps))
Streaking è l'album d'esordio di Loredana Bertè, pubblicato nel 1974 su etichetta discografica CGD (69073).
Boicottato dalla Rai per i suoi contenuti provocatori e le foto di nudo in copertina, l'album fu rapidamente ritirato dalla circolazione e vendette pochissime copie.

## Storia
Dopo molti anni di gavetta nel mondo dello spettacolo, prevalentemente nel campo della danza e del teatro, nel 1970 Loredana Bertè debuttò come corista e cantante in un brano nella versione italiana del musical teatrale Hair:
«Io non ci pensavo, a cantare. Me l'ha messo in testa Bill Conti, con cui abbiamo fatto due anni di prove, al Sistina, per Hair: fu lui a convincermi che dovevo farlo.»
Dopo questo esordio la cantante continuò l'attività di corista in alcuni album, fra cui il primo lavoro della sorella Mia Martini, Oltre la collina, incidendo anche un paio di brani all'interno di spettacoli teatrali (Piaceva alle donne, da Ciao Rudy del 1972, e L'onnipotente uomo, tratto da Forse sarà la musica del mare del 1974). Dopo diversi provini, e un servizio di nudo su Playboy del luglio 1974, il discografico Alfredo Cerruti intuì le potenzialità della cantante calabrese, allora ventiquattrenne, e le procurò un contratto con la CGD per lanciarla come cantante sexy, genere molto in voga in quegli anni.
“In CGD mi aveva portato Alfredo Cerruti. Un geniale napoletano completamente fuori dagli schemi... Aveva un fiuto pazzesco e senza di lui non avrei fatto la cantante." 

## Descrizione
Il progetto, costruito su misura per la Berté, fu prodotto e arrangiato da Enrico Riccardi, già autore per Mina, Iva Zanicchi, Drupi e i Dik Dik, sotto la supervisione di Alfredo Cerruti. 
Il disco è un concept album sulla sessualità vissuta in maniera libera e talvolta provocatoria; lo stesso termine "streaking" indica la pratica esibizionista di irrompere completamente nudi nell'ambito di manifestazioni con grande presenza di pubblico.
Riccardi è l'autore di tutte le musiche, e in cinque brani risulta autore unico. I testi delle altre canzoni sono scritti da Luigi Albertelli, collaboratore abituale di Riccardi, Luciano Giacotto in arte Naps, già autore per Patty Pravo (Oggi si vola, Parlate di moralità) e dal cantautore Sergio Menegale (Volevi un amore grande). Il brano S.E.S.S.O. è una cover del brano omonimo (ma scritto Sesso) del gruppo rock/prog I Leoni, pubblicato nel 1971 all'interno dell'album La Foresta, anch'esso scritto e prodotto da Enrico Riccardi.Marrakech è un brano strumentale, dalle sonorità orientali, in cui la Bertè accompagna la musica con gemiti e sospiri. Musicalmente l'album presenta un'impronta rock, a volte trascinante (Oggi si vola), alternata ad ammiccamenti sexy (Non so dormire sola) e pop romantico (Volevi un amore grande), non privo di vaghi agganci al glam, in quel periodo molto in voga.

## Accoglienza
L'album fu censurato dalla RAI, non soltanto per le tematiche provocatorie affrontate nei brani (Il tuo palcoscenico contiene la parola "cazzo", per la prima volta nel testo di una canzone), ma anche per le fotografie della Bertè nuda all'interno della busta, e il disco fu quindi ritirato dal mercato dopo solo poche copie vendute.  

## Ristampe
Streaking è stato ristampato due volte in CD: la prima volta nel 1992 per la linea Consigliato da Raro! (CGD 9031 77234-2) e la seconda nel 2016, rimasterizzato (Warner Music 5054197 065521).
Tra febbraio e novembre 2019 l'album è stato riedito per la prima volta in vinile (Nar international-BTF 8016158 022148) in cinque diversi colori (verde, giallo, pesca, ciliegia, oro) con una fedele riproduzione della famosa copertina apribile.

## Singoli
Da Streaking fu estratto un unico singolo, Volevi un amore grande/Parlate di moralità, promosso dalla Bertè al Festivalbar 1974, che però ebbe scarso successo e non riuscì ad entrare in classifica.

## Copertina
Il packaging dell'album, curato da Luciano Tallarini e Gianni Ronco, è rimasto celebre: è costituito da una busta di carta contenente il vinile, che si apre in un poster piegato sei volte. Su un lato erano stampati la copertina (con una foto della cantante seduta e avvolta in veli semitrasparenti) e i testi dei brani, mentre sul retro era presente una composizione di undici foto della Bertè nuda, seduta a gambe incrociate mentre gioca con una farfalla finta, ripresa da Mauro Balletti con un caldo effetto flou che ricorda lo stile di David Hamilton, fotografo allora molto in voga. Nonostante le scarse vendite dell'album, il poster fu molto apprezzato, tanto che, secondo quanto raccontato dalla stessa cantante, venne appeso sulle pareti in molti studi delle allora emergenti radio libere.  
Luciano Tallarini curerà successivamente la grafica di altri dischi della Bertè del periodo CGD, e anche la collaborazione fra la cantante e il fotografo Balletti continuerà in seguito, con le fotografie per le copertine degli album Normale o Super, T.I.R.,Traslocando. 

## Tracce
1. Ti piacerebbe (Enrico Riccardi) - 3:06
2. Il tuo palcoscenico (E.Riccardi, Luigi Albertelli) - 4:16
3. S.E.S.S.O. (E.Riccardi) - 3:40
4. La telefonata (E.Riccardi) - 2:56
5. Oggi si vola (E.Riccardi, Naps) - 3:00
6. Parlate di moralità (E.Riccardi, Naps) - 3:54
7. Fare l'amore (E.Riccardi) - 2:55
8. Non so dormire sola (E.Riccardi, Luigi Albertelli) - 2:50
9. La porti la maglia (E.Riccardi, Luigi Albertelli) - 3:52
10. Volevi un amore grande (Sergio Menegale, E.Riccardi, Luigi Albertelli) - 3:53
11. Marrakech (E.Riccardi) - 2:19

## Crediti
- Arrangiato da: Enrico Riccardi
- Realizzazione grafica: Luciano Tallarini e Gianni Ronco
- Foto: Mauro Balletti